# Thomas Wale

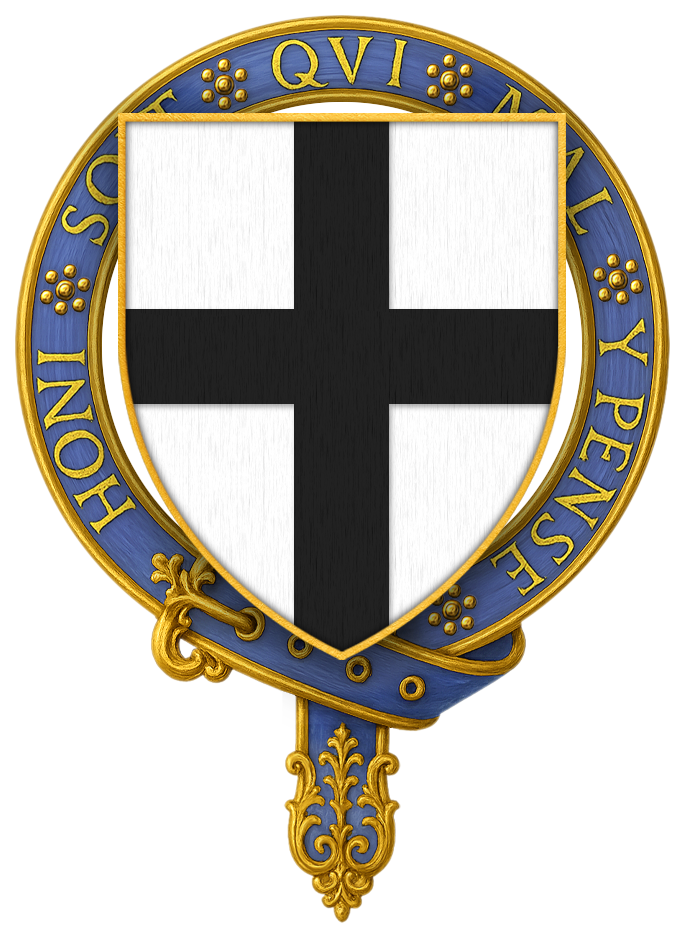
Wappen des Sir Thomas Wale

Sir Thomas Wale (* 1303 in Weedon Bec, Northamptonshire; † 26. Oktober 1352 in der Gascogne) war ein englischer Ritter. 
Er war ein Sohn von Sir Thomas Wale († 1313), Gutsherr von Eydon in Northamptonshire, aus dessen zweiter Ehe mit Lucia († 1343), Erbtochter des Henry de Pinkney. Das Gut seines Vaters fiel an seinen Halbbruder Richard, aus der ersten Ehe seines Vaters. Thomas erbte 1343 aus dem Nachlass seiner Mutter das Gut Weedon Pinkney in Northamptonshire.
Er nahm als Gefolgsmann König Eduards III. 1333 am Feldzug nach Schottland (Zweiter Schottischer Unabhängigkeitskrieg) und 1339 am Feldzug nach Flandern teil. 1342 war er Befehlshaber unter William de Bohun, 1. Earl of Northampton beim Feldzug in der Bretagne (Bretonischer Erbfolgekrieg). 1344 diente er zusammen mit Richard FitzAlan, 10. Earl of Arundel auf dem europäischen Festland.
Am 23. April 1348 nahm ihn Eduard III. als Gründungsmitglied in den Hosenbandorden auf.
Er starb 1352 in der Gascogne. Er hinterließ eine Witwe namens Nichola, aber keine Kinder. Seine Ländereien fielen an die drei Kinder seiner verstorbenen Schwester Margaret Mallore.